# UM01-HW
FOMA UM01-HW（フォーマユーエムゼロワンエイチダブリュー）は、NTTドコモが提供する、ファーウエイ・テクノロジーズの通信モジュールである。「ユビキタスモジュール」などとも呼ばれている。

## 概要
同様にNTTドコモより発売されているUM02-FやUM02-KOと共に、単体で通話や通信を行うのではなく、機械に組み込み通信を行うためのモジュールである。また、本製品では通信モジュールとしては初めて音声通話や、SMSが利用可能となっている。更に音声通話とパケット通信を同時に利用するマルチアクセス、各種ネットワークサービス（キャッチホン、転送電話、留守番電話など）にも対応している。本製品を組み込んだモバイル型の音声端末などを作ることなども可能となっているため、通話が可能なカーナビゲーションシステムなどに利用されたり、外部から通話可能なインターホンなどに組み込んで利用することも可能となっている。もちろん、従来のUM02-FやUM02-KOと同様にユビキタスプランを利用し、自動販売機や、警備システム、モバイルクレジットカードリーダーなどに組み込んで利用することも可能となる。
GSMの通信にも対応しており、国際ローミングサービスWORLD WINGを契約することにより、海外での利用も可能となっている。

## テンプレ外仕様
| FOMA UM01-HW | FOMA UM01-HW                                                           |
| ------------ | ---------------------------------------------------------------------- |
| 利用周波数   | 3G ： 2.1GHz / 850MHz / 800MHz GSM： 1.9GHz / 1.8GHz / 900MHz / 850MHz |
| 連続通話時間 | 外部電源による                                                         |
| その他       | USB2.0 Full Speed対応                                                  |

## 歴史
- 2009年11月9日 - 技術基準適合証明 (TELEC) 通過
- 2010年1月25日 - Global Certification Forum (GCF) 認定
- 2010年5月10日 - NTTドコモより開発が発表される
- 2010年9月30日 - 発売開始